# 2009年日本

## 領導人
- 天皇 – 明仁

## 逝世
- 3月25日，遠藤幸雄，日本體操選手（1937年出生）
- 5月26日，栗本薫，日本女性小說家、評論家。（1953年出生）
- 6月11日，純戀，原名石川安里沙，日本岩手縣膽澤町出生的女性模特兒（1987年出生）
- 6月13日，三澤光晴，日本的男子職業摔角選手。（1962年出生）
- 6月19日，田鍋友時，曾為日本最年長男子，以及世界最年長男子（1895年出生）
- 7月21日，金田伊功，日本奈良縣出身的男性動畫師。（1952年出生）
- 8月3日，大原麗子，日本東京都文京區出身的女性演員。（1946年出生）
- 9月11日，臼井儀人，日本靜岡縣靜岡市出身的男性漫畫家、作詞家，代表作為《蠟筆小新》。（1958年出生）
- 10月4日，中川昭一，曾任日本眾議院議員（8次當選）、農林水産大臣（第27、41代）、經濟產業大臣（第3、4、5代）、財務大臣（第10代）、兼特命擔當大臣（金融擔當）。（1953年出生）
- 10月17日，加藤和彥，日本京都市伏見區出身的著名音樂製作人、作曲家及男歌手。（1947年出生）